# Vindex
Il vindex era una figura del diritto romano di età arcaica e repubblicana, previsto dalle legis actiones (processo privato).
Si tratta di un garante che sostituisce in toto il debitore sottoposto alla manus iniectio. Dopo essersi assunto l'obbligo è sul vindex che grava la sentenza del processo e le eventuali conseguenze negative, che secondo il principio della litiscrescenza vengono raddoppiate.
Il creditore, una volta posta la manus sul debitore, doveva portarlo a casa con sé, tenerlo legato e sfamarlo per 60 giorni al massimo, lasso di tempo in cui il vindex poteva farsi avanti. Se non si presentava nessun vindex, l'autorità pronunciava in iure l'addictio, ovvero l'aggiudicazione del debitore al creditore. Va specificato che in questo caso la libertà del debitore fosse solo limitata,in quanto non avrebbe perso né lo status libertatis, né lo status civitatis. A questo punto il creditore poteva portare il suo debitore al mercato, dove i parenti o amici lo avrebbero potuto riscattare pagando il suo debito, ma passato il trinundium (ovvero tre giorni di mercato) il creditore poteva uccidere il proprio debitore o venderlo trans Tiberim peregre (ovvero al di là del Tevere), in quanto era severamente vietato in città vendere uomini liberi che godevano dello status libertatis e dello status civitatis. In questo processo, quindi, il vindex rappresentava una figura molto importante: non solo era vantaggioso per l'eventuale creditore, che nel migliore dei casi avrebbe ottenuto il doppio della cifra dovuta, ma era anche l'unica speranza del debitore di non finire venduto al mercato, gesto che comunque lo macchiava di disonore (al mercato veniva esposto al pubblico con appeso il prezzo del suo debito, sia per informare gli eventuali compratori ma anche per rendere pubblica la sua inadempienza a eventuali creditori futuri).